# Coniogramme suprapilosa
Coniogramme suprapilosa är en kantbräkenväxtart som beskrevs av Ren-Chang Ching. Coniogramme suprapilosa ingår i släktet Coniogramme och familjen Pteridaceae. Inga underarter finns listade.